# Хлина
Хлина (рум. Hlina; ранее — Глинка) — село в Бричанском районе Молдавии. Относится к сёлам, не образующим коммуну.

## География
Село Хлина расположено примерно в 17 км к западу от города Бричаны. Через село проходит автодорога М14. В 3 км северо-западнее села проходит молдавско-украинская граница, а в 6 км к юго-западнее — молдавско-румынская граница.
Село расположено на высоте 169 метров над уровнем моря.

## Население
По данным переписи населения 2004 года, в селе Хлина проживает 1051 человек (494 мужчины, 557 женщин).
Этнический состав села:
| Национальность | Число жителей | Процентный состав |
| -------------- | ------------- | ----------------- |
| молдаване      | 1016          | 96,67             |
| украинцы       | 27            | 2,57              |
| русские        | 7             | 0,67              |
| гагаузы        | 1             | 0,1               |
| Всего          | 1051          | 100 %             |